# جنازة دولة

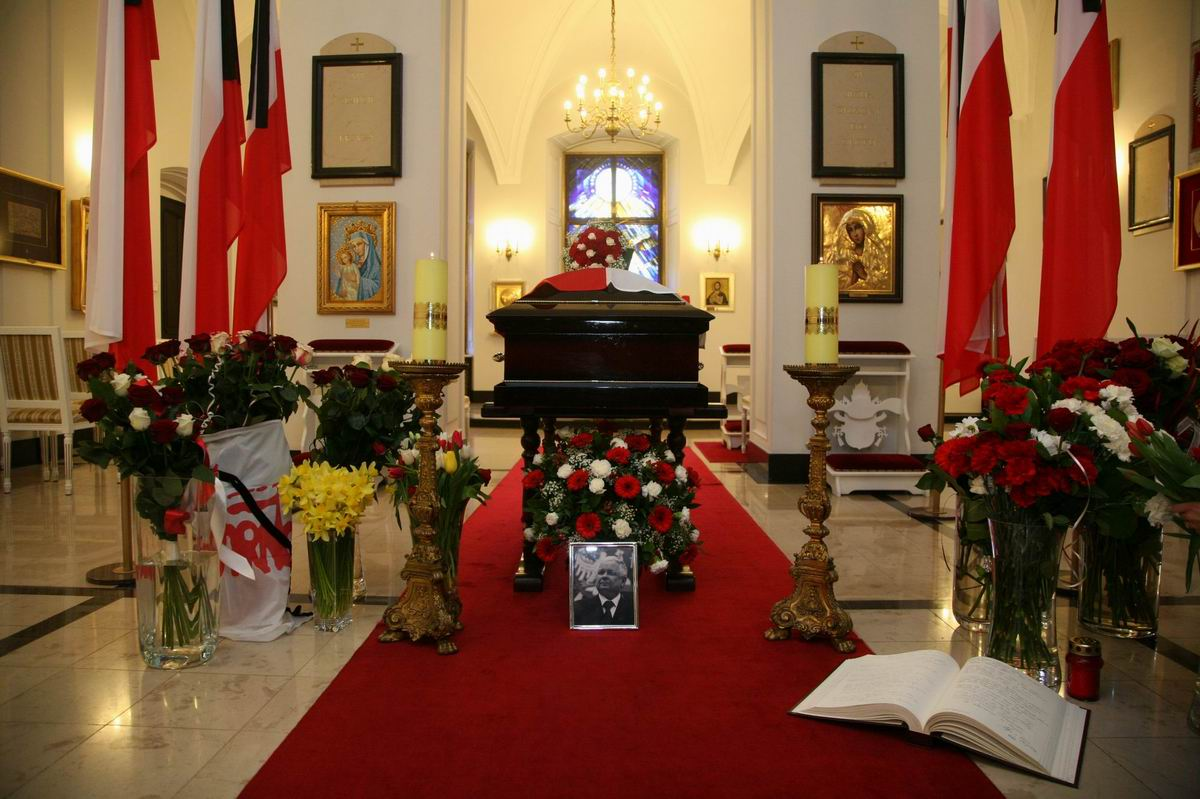
نعش الرئيس البولندي الراحل ليخ كاتشينسكي
في القصر الرئاسي قبل أداء مراسيم الجنازة الرسمية

جنازة دولة أو جنازة رسمية. هي مجموعة المراسيم الشعبية والرسمية التي تقام من اجل تكريم رئيس الدولة المتوفي أو أي شخصية أخرى مهمة في الدولة. وتخضع لقوانين وبروتوكولات صارمة لأظهار التقدير والتكريم للمتوفي. وتحمل الكثير من المراسيم الدينية. وعناصر متميزة من التقاليد العسكرية. والغرض الرئيسي من جنازة الدولة هو اشراك الجمهير الكبيرة في يوم الحداد الوطني الذي تعلنه الدولة على روح الفقيد. وتجذب مثل هذه الجنازات الكثير من الاهتمام الإعلامي على الصعيدين الدولي والمحلي. ويحضرها أيضا الكثير من رؤساء وقادة دول العالم.

## جنازات الدولة في آسيا

### هونغ كونغ
تم إجراء ثلات جنازات دولة في هونغ كونغ منذ عام 2000. وتتميز جنازة الدولة في هونغ كونغ بلف نعش المتوفي بعلم الصين وليس بعلم هونغ كونغ. الشخصيات التي اجريت لها جنازات دولة ولفت نعوشهم بعلم الصين هم كل من هنري فوك يينغ تونغ رئيس اللجنة الوطنية في المؤتمر الاستشاري لللشعب الصيني وحدثت مراسيم الجنازة عام 2006 بناء على وصيته في كل من هونغ كونغ وبكين. الشخصيتان الاخريتان هما آن تسي كاي عام 2000 وكير لي وونغ عام 2004
وفق التقاليد المعمول بها في هونغ كونغ لا تعتبر الجنازة الملفوفة بعلم هونغ كونغ جنازة رسمية. ومع ذلك تجرى لها المراسيم العسكرية المشابهة لمراسيم الجنازة الرسمية.

### الهند
قامت الهند بترتيب جنازة دولة للأم تيريزا في 5 سبتمبر 1977. كما اجريت جنازة دولة أخرى لساتيا ساي بابا في 27 أبريل 2011

### سنغافورة
أجرت سنغافورة في تاريخها أربعة جنازات دولة هي
- يوسف بن اسحاق. أول رئيس سنغافوري وأجريت الجنازة في 1970
- بنيامين هنري شيراس. الرئس السنغافوري الثاني. أجريت جنازته في 1981
- وي وي كيم الرئيس الرابع لسنغافورة. أجريت جنازته في 2 مايو 2005
- س. راجاراتنام. نائي رئيس الوزراء. أجريت له جنازة دولة في 25 فبراير 2006
- سوي جوه كنج. نائب رئيس وزراء سابق ووزير تعليم. 23 مايو 2010

## أوروبا

### فرنسا
اقامت فرنسا جنازة دولة للكاتب فكتور هيغو عام 1885.

## أفريقيا

### مصر
أقيمت جنازة لحسني مبارك في عام 2019.